# 오이카와촌 (후쿠시마현)
오이카와촌(笈川村)은 후쿠시마현 가와누마군에 있던 촌이다. 현재의 유가와촌에 해당한다.

## 역사
- 1889년 4월 1일 - 정촌제 시행에 의해 오이가와촌, 시미즈타촌, 사쿠라촌, 미나토촌, 하마사키촌의 구역을 가지고 성립하였다.
- 1957년 3월 31일 - 쇼조촌과 합병해 유가와촌이 성립하여, 동일 오이카와촌은 폐지되었다.

## 교통

### 철도
- 일본국유철도
  - 반에쓰사이 선

### 도로
- 국도 121호선

## 참고문헌
- 角川日本地名大辞典 7 福島県